# Kalmouk (race bovine)
Pour les articles homonymes, voir Kalmouk (homonymie).
La Kalmouk (en russe : Калмыцкая) est une race bovine bouchère originaire de Mongolie et du nord-ouest de la Chine, et emmenée dans le sud-ouest de la Russie par les tribus Kalmouks au début du XVIIe siècle. On en trouve maintenant en Asie centrale et dans le sud de la Russie sur des pâturages secs de steppe. 

## Description
Les bovins Kalmouk sont rouges, aux marques blanches sur la tête, le ventre et les pattes. Ce sont des animaux de taille moyenne et compacts avec une petite tête, un log museau et des cornes courtes. Le fanon gulaire est bien développé. On pense que cette race provient de bovins indiens. Les bestiaux ont un grand nombre de glandes sudoripares, ce qui leur permet de supporter des températures estivales élevées et de développer un long manteau épais en hiver. 
Les vaches pèsent entre 420 et 500 kg et les taureaux entre 750 et 850 kg. 
L'expert bovin russe AV Cherekayev a écrit sur la race Kalmouk dans son livre Élevage de bovins de boucherie : races, techniques, gestion du troupeau (Moscou, 2010) : 
« Pendant longtemps, cette race a été considérée comme un bétail autochtone, qui, tout comme le bétail kirghize, avait besoin d'être améliorée. »
Cependant, des recherches plus approfondies ont montré que la Kalmouk est une race assez moderne et très productive. Elle possède un ensemble de qualités précieuses présentes chez aucune autre race. Par conséquent, il a été décidé de mettre la race en conformité avec les exigences modernes de rentabilité. 
Le travail généalogique sur les bovins Kalmouk était à une époque dirigé par deux scientifiques de l'Institut de recherche Orenburg sur l'élevage de bovins de boucherie : AV Zarkevitch et GS Azarov. 
En relativement peu de temps, ils ont révélé un certain nombre de groupes d'animaux apparentés hautement productifs et les ont unifiés en branches et familles, ont étudié et développé différents types au sein de la race. Sur leur proposition, un certain nombre de fermes d'élevage ont été fondées dans les régions de la République de Kalmoukie, de Rostov et d'Astrakhan. 
La Kalmouk est une race typique de la steppe, bien adapté aux steppes arides, mais aussi à des conditions semi-désertiques voire désertiques. 
Ayant une constitution solide et dure, dès le quatrième ou cinquième jour après la naissance, les veaux Kalmouk sont capables de marcher plusieurs kilomètres par jour à travers la steppe sèche sous 30–40 °C à la recherche de nourriture et d'eau. La race Kalmouk n'a pas d'égal parmi les autres races de bovins en termes de robustesse et de rusticité. Par conséquent, la technique d'élevage peut être encore plus productive, plus simple et moins chère que pour les autres races de bovins de boucherie.   

### Viande
Le steak produit par la race Kalmouk aurait des qualités gustatives extraordinaires, en particulier pour la cuisson du bouillon. Des chercheurs ont noté une musculature insuffisante sur la partie arrière de la carcasse de ces bestiaux. Cela serait dû aux conditions de vie des animaux : ils doivent parcourir des dizaines de kilomètres par jour à la recherche d'eau et de nourriture. De nombreuses recherches dans le domaine du croisement de bovins Kalmouk avec des Hereford, Angus, Shorthorn et d'autres races de bovins de boucherie et de bovins laitiers n'ont apporté de résultats significatifs ni dans le passé ni dans le présent. Le croisement a seulement conduit à une diminution de l'adaptabilité aux facteurs environnementaux extrêmes. Par conséquent, le moyen le plus efficace d'élever des bovins Kalmouk serait l'élevage pur et le meilleur environnement pour cela serait les steppes. 

## Fermes généalogiques
Le haras de Zimovniki dans la région de Rostov reste le meilleur élevage de bovins Kalmouk. Le troupeau généalogique y a été formé par AV Zarkevich dès la période d'avant-guerre. 
En 2009, les propriétaires de la firme RusBusinessInter, les entrepreneurs énergiques Shuchkin VV et un citoyen indien Mataru Raju, ont fondé une grande ferme généalogique de la race dans les comtés de Borsky et Kinel-Cherkassky de la région de Samara. Le troupeau de la ferme était basé sur des bovins de race achetés en République de Kalmoukie. 
La race serait l'une des plus anciennes au monde. Elle habitait probablement les steppes russes lors de l'invasion mongole.

## Historique
L'historien Gengis Khan Erendzhen Khara-Davan a écrit dans son livre Gengis Khan (édition de l'auteur, Belgrade 1925) que déjà lors de la naissance du grand commandant mongol Gengis Khan (1155 ou 1162 apr. J.-C.), les Mongols, à côté de la chasse, élevaient des bovins, se déplaçant constamment dans les steppes à la recherche de pâturages pour leurs nombreux troupeaux. Alors qu'ils progressaient, déjà en tant que conquérants, vers le nord et l'ouest, pour coloniser de nouvelles terres, les armées mongoles ont amené avec eux des civils avec leurs tentes nomades et leurs effets personnels, y compris des chevaux et du bétail de boucherie.    